# CryptoNote
CryptoNote — протокол прикладного рівня, на основі якого побудовано сімейство анонімних криптовалют, найбільш відомими з яких є Bytecoin, Monero, DarkNote, Karbo. Анонімність в CryptoNote реалізована за рахунок використання кільцевих підписів (приховують відправника) та одноразових адрес (приховують одержувача).

## Історія
Протокол розроблений у 2012 році розробником (або групою розробників) під псевдонімом Ніколас ван Саберхаген. Його математична складова і мотивація описані в статті «CryptoNote Whitepaper», випущеній в двох редакціях: в 2012 і в 2013 роках. Bytecoin, запущений влітку 2012 року, був першою криптовалютою, що базувалась на цій технології. Пізніше кілька команд запустили свої мережі, взявши за основу код Bytecoin.

## Емісія
Так само як і в Біткойн, майнери отримують нагороду за знайдені рішення. Але ступінчаста крива випуску, характерна для Біткойн, в CryptoNote замінена на плавну: нагорода зменшується з кожним блоком. Це зроблено для того, щоб різка зміна швидкості випуску монет не надавала шокуючого впливу на їх ринкову вартість. Bytecoin і Monero використовують різні параметри плавної кривої емісії. Розробники DarkNote вирішили відтворити східчасту криву, скорочуючи емісію в два рази кожен місяць.

## Особливість алгоритму підтвердження роботи
Технологія CryptoNote використовує базу транзакцій у вигляді ланцюжка блоків, схожу на базу біткойна. База також захищена від модифікації методом proof-of-work на основі хешу. Але в CryptoNote час обчислень в більшій мірі залежить від швидкості довільного доступу до пам'яті, ніж від швидкості виконання простих математичних операцій. Алгоритм включає в себе:
- Keccak і функцію губки;
- аналогічний використовуваному в алгоритмі Scrypt буфер розміром 2 MB, до якого виконується довільний доступ на читання і запис;
- 64-бітні операції множення;
- обчислення раунду шифрування AES;
- додаткові хеш-функції: BLAKE, Grøstl[en], JH[en], Skein.

Ці нововведення ускладнюють створення спеціалізованих пристроїв для майнінг, масове застосування яких в мережі Біткойн призвело до того, що власникам звичайних персональних комп'ютерів немає економічного сенсу брати участь у майнингу. Концентрація потужності мережі в руках відносно невеликої кількості гравців (великих пулів) знижує загальну захищеность мережі. Розробка спеціалізованого алгоритму підтвердження роботи в CryptoNote ставить своєю метою наблизитися до задекларованого Сатосі Накамото принципу «один процесор — один голос».

## Анонімність

Відслідковування платежів при використанні кільцевих підписів.

Транзакції в CryptoNote схожі на транзакції в Біткойн: кожна транзакція означає зміну власника вказаної кількості одиниць.
Кілька дослідників вказують на те, що на основі ланцюжка блоків біткойн можна ідентифікувати належність деяких біткойн-адрес. Для утруднення такого роду аналізу в технології CryptoNote використовуються одноразові адреси як адреси отримувача і кільцеві підписи, що вказують одночасно на право розпоряджатися одним з виходів, формують задану суму, але не дозволяють визначити, яким саме з перерахованих виходів скористався відправник.
Транзакції, підписані кільцевим підписом, посилаються на кілька інших транзакцій в ланцюжку блоків. При цьому не вимагається, щоб усі перераховані транзакції були адресовані даному відправнику. З точки зору спостерігача, така транзакція з рівною ймовірністю може використовувати на вхід будь-яку з операцій, на які вона посилається. Чим більша кількість посилань на попередні транзакції включено в кільцевий підпис, тим більшою є невизначеність і тим більший розмір самого підпису. Від розміру транзакції залежить комісія мережі за її включення в блок. Відправник може вибирати між зниженням комісії і збільшенням анонімності. Цей підхід до анонімності може бути описаний як пасивний децентралізований міксинг.
Виходи транзакцій відправляються на одноразову адресу, яка генерується з реальної адреси відправника та випадкового ключа транзакції. Одержувач зможе обчислити необхідний для розпорядження отриманим закритий ключ зі свого закритого ключа і того ж випадкового ключа, зазначеного в тілі транзакції. З точки зору стороннього спостерігача, кілька транзакцій на користь однієї і тієї ж адреси будуть виглядати як відправлені на різні адреси, що не мають між собою нічого спільного.

## Валюти на основі CryptoNote

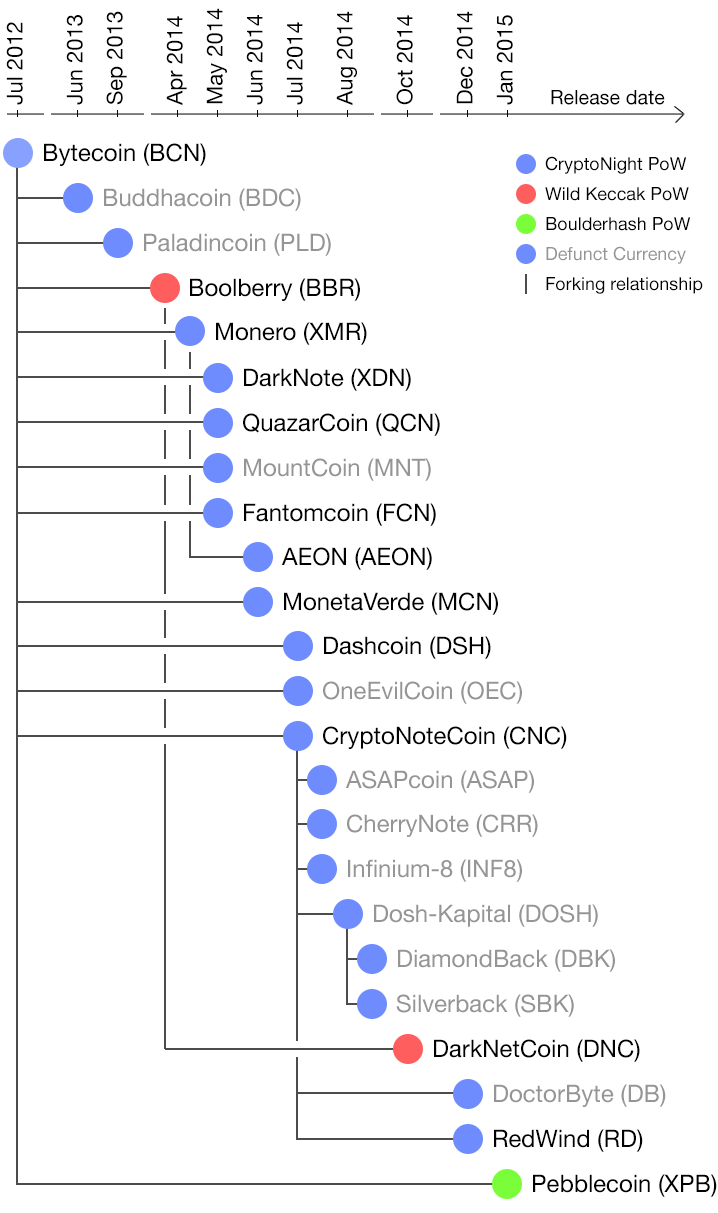
Дерево форків для CryptoNote, станом на лютий 2016

Платформа CryptoNote використовувалась для створення багатьох криптовалют. CryptoNote Foundation заохочує розробників до клонування технології. Час підтвердження транзакції, загальна кількість монет та логіка доведення виконаної роботи можуть змінюватись в форках. Було зроблено кілька спроб змінити основний протокол: Boolberry додав псевдоніми адрес, а DigitalNote додав приватні повідомлення.

### Bytecoin (BCN)
Bytecoin (BCN), не плутати з Bytecoin (BTE), був першою реалізацією протоколу CryptoNote опублікованою в липні 2012. З часу запуску, було зроблено кілька вдосконалень, такі як транзакції з мультипідписом та кілька оновлень безпеки. В 2013, оригінальна реалізація CryptoNote на Java була переписана на C++.

### Karbo (KRB)
Карбо (Карбованець) — перша українська криптовалюта, започаткована 30 травня 2016 року, оголошення про запуск проекту і початок майнінгу було розміщене на форумі Bitcointalk.